# Guion
Guion és una població dels Estats Units a l'estat d'Arkansas. Segons el cens del 2000 tenia 90 habitants.

## Demografia
Segons el cens del 2000, Guion tenia 90 habitants, 37 habitatges, i 26 famílies. La densitat de població era de 59,9 habitants/km².
Dels 37 habitatges en un 21,6% hi vivien nens de menys de 18 anys, en un 62,2% hi vivien parelles casades, en un 2,7% dones solteres, i en un 29,7% no eren unitats familiars. En el 27% dels habitatges hi vivien persones soles el 21,6% de les quals corresponia a persones de 65 anys o més que vivien soles. El nombre mitjà de persones vivint en cada habitatge era de 2,43 i el nombre mitjà de persones que vivien en cada família era de 2,85.
Per edats la població es repartia de la següent manera: un 23,3% tenia menys de 18 anys, un 2,2% entre 18 i 24, un 16,7% entre 25 i 44, un 24,4% de 45 a 60 i un 33,3% 65 anys o més.
L'edat mediana era de 53 anys. Per cada 100 dones de 18 o més anys hi havia 86,5 homes.
La renda mediana per habitatge era de 16.875 $ i la renda mediana per família de 20.833 $. Els homes tenien una renda mediana de 21.875 $ mentre que les dones 16.875 $. La renda per capita de la població era d'11.264 $. Cap de les famílies i el 14,6% de la població estaven per davall del llindar de pobresa.

## Poblacions més properes
El següent diagrama mostra les poblacions més properes.